# 承
承（しょう）は、漢姓の一つ。

## 中国の姓
2020年の中華人民共和国の統計では人数順の上位100姓に入っておらず、台湾の2018年の統計では555番目に多い姓で、97人がいる。

### 起源
7つの由来がある。姫姓に由来するものは、周の衛大夫成叔承に起源をもつ。羋姓に由来するものは、春秋時代楚官吏軍承に起源をもつ。前漢の古地名承水・承県、宋の古地名承州に由来するもの。朝鮮端宗時代の大将軍承介に由来するもの。満州民族が漢姓に改姓してつけたのに由来するもの。などがある。

### 分布
- 江蘇省：常州市武進区、溧陽市、江陰市、崑山市、啓東市、金壇市、宜興市、無錫市
- 安徽省：蕪湖市、霍邱県、合肥市
- 河南省：周口市商水県
- 遼寧省：瀋陽市
- 湖北省：武漢市、鍾祥市
- 浙江省：嘉興市、衢州市
- 河南省：開封市
- 吉林省：延吉市
- 上海市
- 山東省

## 朝鮮の姓
承（しょう、スン、朝:  승	）は、朝鮮人の姓の一つである。2015年の国勢調査による韓国内での人口は2,619人。		

### 著名な人物
- 承尚燮 - 北朝鮮の政治家。
- 承孝相（朝鮮語版） - 韓国の建築家。

### 分布
- 慶尚北道：浦項市飛鶴山
- 光州：光山区

### 氏族
| 氏族（地域） | 創始者 | 人数（2015年） |
| ------------ | ------ | -------------- |
| 慶州承氏     |        | 21             |
| 光山承氏     |        | 475            |
| 光州承氏     |        | 10             |
| 茂陽承氏     |        | 6              |
| 密陽承氏     |        | 8              |
| 順興承氏     |        | 6              |
| 楊州承氏     |        | 31             |
| 陽川承氏     |        | 5              |
| 延白承氏     |        | 67             |
| 延仁承氏     |        | 8              |
| 延日承氏     |        | 1,647          |
| 迎日承氏     |        | 123            |
| 日延承氏     |        | 9              |
| 定州承氏     |        | 47             |
| 沢州承氏     |        | 8              |
| 浦項承氏     |        | 7              |
| 海南承氏     |        | 79             |